# Mariapoort (Malbork)
De Mariapoort (Pools: Brama Mariacka en Duits: Marientor) is een stadspoort in de Poolse stad Malbork (Duits: Marienburg). De gotische poort is een voorbeeld van baksteengotiek en staat op deze plek sinds de 14e eeuw. De poort maakte onderdeel uit van de stadsmuur van Malbork, die verbonden was met het Kasteel Mariënburg. De stad beschikt nog over twee stadspoorten, de andere stadspoort is de Pottenbakkerspoort. De Mariapoort bestond uit zes verdiepingen, tegenwoordig zijn het er vier.